# René N'Djeya
René N'Djeya (Duala, Camerún francés, 9 de octubre de 1953) es un exfutbolista de Camerún que jugaba en la posición de defensa.

## Carrera

### Club
| Periodo   | Club             |
| --------- | ---------------- |
| 1973-1983 | Union Douala     |
| 1983-1985 | Rail Club Douala |

### Selección nacional
Jugó para Camerún en nueve ocasiones de 1979 a 1984, participó en la Copa Mundial de Fútbol de 1982 y en dos ediciones de la Copa Africana de Naciones.

## Tras el retiro
Luego de retirarse pasó a ser Ministro de Ferrocarriles de Camerún.

## Logros

### Club
- Primera División de Camerún (2): 1976, 1978
- Copa de Camerún (2): 1980, 1985
- Copa Africana de Clubes Campeones (1): 1979
- Recopa Africana (1): 1981

### Selección nacional
- Copa Africana de Naciones (1): 1984